# Manhoué
Manhoué település Franciaországban, Moselle megyében. Lakosainak száma 142 fő (2022. január 1.). Manhoué Armaucourt, Arraye-et-Han, Lanfroicourt, Aboncourt-sur-Seille, Jallaucourt és Malaucourt-sur-Seille községekkel határos.

## Népesség
A település népességének változása:
| Lakosok száma | 117  | 122  | 134  | 136  | 145  | 145  | 142  | 142  | 141  | 142  |
|               | 1968 | 1982 | 1990 | 2006 | 2013 | 2015 | 2017 | 2019 | 2020 | 2022 |